# Andrew Butterfield
Andrew Butterfield (28 de enero de 1990) es un deportista neozelandés que compitió en judo. Ganó una medalla de plata en el Campeonato de Oceanía de Judo de 2010 en la categoría de –81 kg.

## Palmarés internacional
| Campeonato de Oceanía | Campeonato de Oceanía | Campeonato de Oceanía | Campeonato de Oceanía |
| Año                   | Lugar                 | Medalla               | Categoría             |
| --------------------- | --------------------- | --------------------- | --------------------- |
| 2010                  | Canberra (Australia)  | Medalla de plata      | –81 kg                |